# Britta Konz
Britta Konz (* 1972 in Frankfurt am Main) ist eine deutsche evangelische Theologin.

## Leben
Von 1992 bis 1999 studierte sie evangelische Theologie in Frankfurt am Main und Heidelberg. Nach der Promotion 2004 im Fach Kirchengeschichte an der Ruprecht-Karls-Universität Heidelberg bei Jörg Thierfelder und der Habilitation 2015 im Fach Religionspädagogik an der Universität Kassel bei Petra Freudenberger-Lötz war sie von 2017 bis 2022 Professorin für Evangelische Theologie mit dem Schwerpunkt Religionspädagogik an der TU Dortmund. Seit 2022 ist sie Professorin für Praktische Theologie mit dem Schwerpunkt Religionspädagogik an der Johannes Gutenberg-Universität Mainz.